# Lilly Reich
Lilly Reich (ur. 16 czerwca 1885 w Berlinie, zm. 14 grudnia 1947 tamże) – niemiecka modernistyczna projektantka. Przez ponad dziesięć lat była bliską współpracownicą Ludwiga Miesa Van der Rohe'a oraz współautorką Fotelu Barcelona i pawilonu barcelońskiego.

## Życiorys
Lilly Reich urodziła się w 1885 r. w Berlinie jako córka Alvina i Marie Reich. Po wykształceniu na hafciarkę w 1908 r. udała się do Wiednia, do pracy w przedsiębiorstwie produkcyjnym Wiener Werkstätte, wytwarzającym dzieła projektantów, artystów i architektów. W 1911 r. wróciła do Berlina, gdzie zaczęła projektować meble i odzież. Rok później dołączyła do Niemieckiej Federacji Pracy Deutscher Werkbund, której celem była poprawa konkurencyjności niemieckich przedsiębiorstw na rynku światowym. Otrzymała wiele pochwał za przejrzystość i funkcjonalność swoich mebli. Przyczyniła się do wystawienia prac na wystawie Werkbund w Kolonii w 1914 r.. W 1920 r. Reich jako pierwsza kobieta została wybrana do Rady Zarządzającej Deutscher Werkbund. W latach 1924–1926 pracowała w Biurze Targów we Frankfurcie nad Menem jako osoba odpowiedzialna za organizację targów.
Tam poznała Ludwiga Miesa van der Rohe'a, wiceprezesa Deutscher Werkbund. Spotkanie zaowocowało wspólną pracą przy projektowaniu mebli. Wspólnie zaprojektowali „Café Samt & Seide” („Kawiarnia Aksamit i Jedwab”) na wystawę „Die Mode der Dame” w Berlinie w 1927 r. W tym samym czasie  pracowali również przy wystawie mieszkaniowej „Die Wohnung” w Stuttgarcie. Reich zaprojektowała wiele wnętrz, w tym „Wohnraum in Spiegelglas” („przestrzeń życiowa w szkle lustrzanym”). W 1929 r. z uwagi na te osiągnięcia została dyrektorem artystycznym niemieckiej części na Wystawie Światowej w Barcelonie. Mies van der Rohe zaprojektował wówczas pawilon, który zyskał światową sławę.  Zaprezentowano w nim po raz pierwszy fotel Barcelona. Pawilon został uznany za kulminacyjny punkt ich wysiłków projektowych.

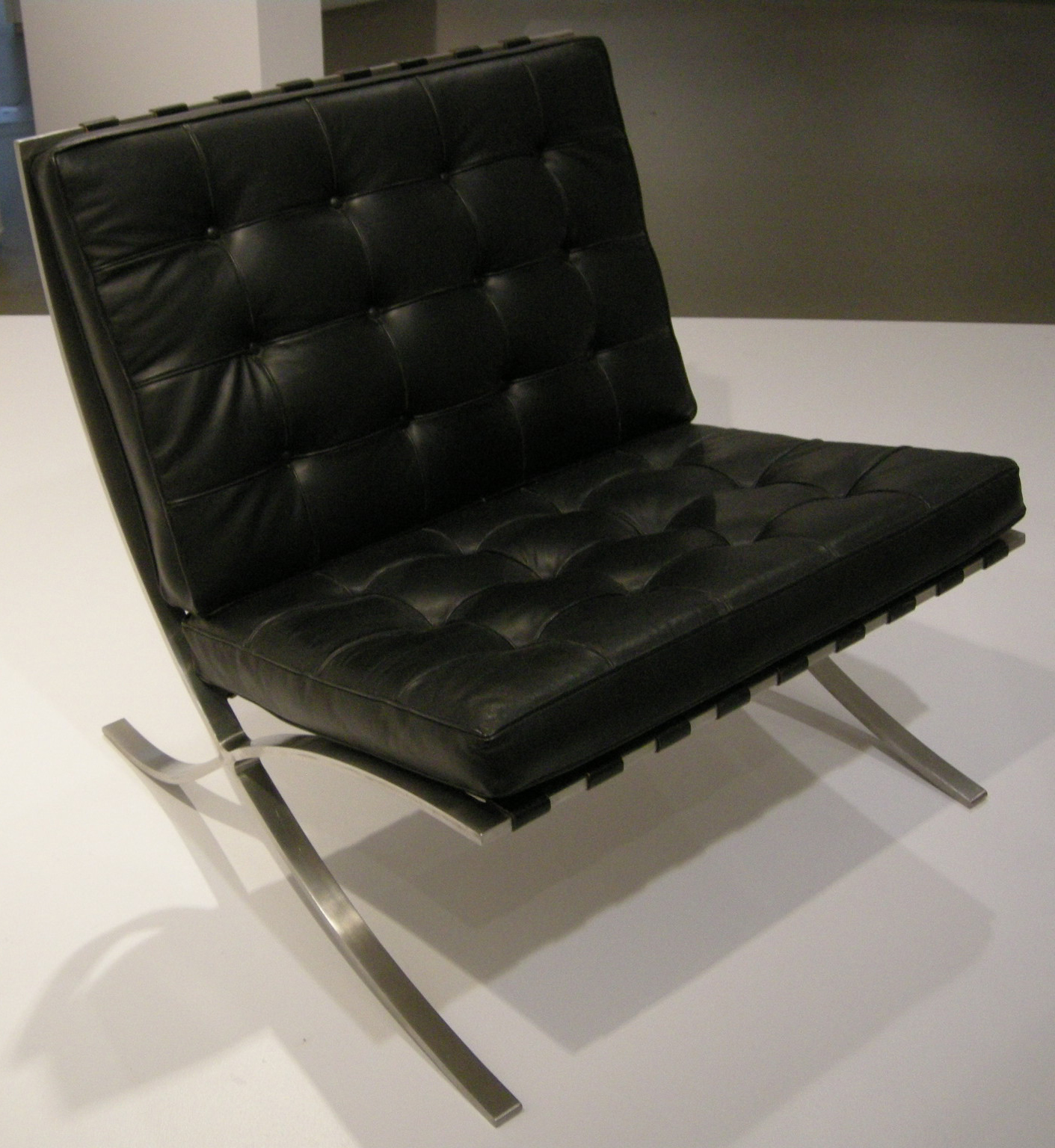
Fotel Barcelona, zaprojektowany przez Lilly Reich i Miesa van der Rohe

W 1932 r. Mies van der Rohe powołał Reich na stanowisko kierowniczki wydziału konstrukcyjno-wyposażeniowego i warsztatu tekstylnego w Bauhausie w Dessau, a później w Bauhaus Berlin, gdzie pracowała aż do zamknięcia uczelni w 1933 r. po przejęciu władzy przez hitlerowców. W przeciwieństwie do Miesa van der Rohe Reich nie podpisała manifestu "Aufruf der Kulturschaffenden", w którym niektórzy pracownicy kultury zadeklarowali wierność Hitlerowi. Jednak w kolejnych latach kilkakrotnie brała udział w wystawach stanowiących część propagandy nazistowskiej, jak na przykład Reichsausstellung der Deutschen Textil- und Bekleidungswirtschaft w 1937 roku
Po II wojnie światowej wykładała na Uniwersytecie Sztuk Pięknych w Berlinie,  zanim zachorowała na raka jamy brzusznej i musiała podać się do dymisji.
Zmarła w 1947 r. w Berlinie.